# Atriplex tricostata
Atriplex tricostata är en amarantväxtart som beskrevs av Paul Aellen. Atriplex tricostata ingår i släktet fetmållor, och familjen amarantväxter. Arten har ej påträffats i Sverige.